# Vágar egyházközség
Vágar egyházközség (feröeriül: Vága sóknar kommuna vagy Vága prestagjalds kommuna) egy megszűnt község (polgári egyházközség) Feröeren. Vágar és Mykines szigeteket foglalta magába.

## Történelem
A község 1872-ben jött létre.
1911-ben kivált belőle Mykines község, majd 1915-ben szétvált Bøur, Miðvágur, Sandavágur és Sørvágur községekre, és ezzel megszűnt.

## Önkormányzat és közigazgatás

### Települések
| Település  | Mióta a község része | Előző község | Meddig a község része | Következő község  | Megjegyzés |
| ---------- | -------------------- | ------------ | --------------------- | ----------------- | ---------- |
| Bøur       | 1872                 | –            | 1915                  | Bøur község       |            |
| Gásadalur  | 1872                 | –            | 1915                  | Bøur község       |            |
| Miðvágur   | 1872                 | –            | 1915                  | Miðvágur község   |            |
| Mykines    | 1872                 | –            | 1911                  | Mykines község    |            |
| Sandavágur | 1872                 | –            | 1915                  | Sandavágur község |            |
| Sørvágur   | 1872                 | –            | 1915                  | Sørvágur község   |            |
| Vatnsoyrar | 1872                 | –            | 1915                  | Miðvágur község   |            |